# Bandera de Calaf
La bandera oficial de Calaf té la següent descripció:
| « | Bandera apaïsada, de proporcions dos d'alt per tres de llarg, vermella, amb el gos groc passant cap a l'asta de l'escut, d'alçària 19/32 de la del drap i llargària 5/12 de la del mateix drap, posat a 17/64 de la vora superior i a 3/8 de la de l'asta, i amb el card de tres flors groc del mateix escut, d'alçària 9/32 de la del drap i amplària 1/6 de la llargària del mateix drap, posat a 1/16 de la vora superior i a 1/24 de la de l'asta. | » |

## Història
Fou aprovada per la Generalitat el 6 de juliol de 2016 i publicada al DOGC el 18 de juliol amb el número 7164.